# 小行星7991
小行星7991(7991 Kaguyahime)是一顆位在主小行星帶的小行星，於1981年10月30日由香西洋樹及古川麒一郎在東京天文台木曾觀測所發現。
該小行星以日本的童話作品竹取物語的主角輝夜姬命名。

## 外部連結
- JPL Small-Body Database Browser on 7991 Kaguyahime